# Livigno
Livigno – miejscowość i gmina we Włoszech, w regionie Lombardia, w prowincji Sondrio. Według danych z 2004 roku gminę zamieszkiwało 5065 osób, 24 os./km².
Jest ważnym ośrodkiem narciarskim: miejscowość leży na wysokości 1809 m n.p.m., posiada 31 wyciągów narciarskich sięgających wysokości prawie 2800 m i zróżnicowane trasy o łącznej długości 115 km. Ze względu na położenie oraz mikroklimat, śnieg utrzymuje się tu długo, nawet do połowy maja.
Na tereny narciarskie składają się dwa odrębne ski-areały, położone po dwóch stronach doliny, na dnie której leży Livigno: na zboczach po stronie zachodniej – Carosello 3000, a na zboczach po stronie wschodniej – Mottolino.
Na uznanie zasługuje doskonale zorganizowania, darmowa i kursująca z dużą częstotliwością komunikacja autobusowa, która pozwala całkowicie zrezygnować z używania samochodu przez okres pobytu w Livigno.
Do Livigno można dotrzeć trzema drogami:
- z Zernez (Szwajcaria) tunelem Munt la Schera (czynny przez cały rok)[6]
- z Bormio przez przełęcz Passo del Foscagno (wys. 2291 m n.p.m., zimą droga zazwyczaj jest nieprzejezdna[7])
- z Poschiavo (Szwajcaria) przez przełęcz Forcola di Livigno (wys. 2315 m n.p.m., zimą droga całkowicie zamknięta).

Tunel Munt la Schera został wykonany przez szwajcarską firmę energetyczną Engadiner Kraftwerke AG w 1965 r., dla celów budowy zapory Punt dal Gall mającej spiętrzyć wody przyszłego jeziora Lago Del Gallo. Po zakończeniu budowy zapory, tunel w 1968 r. został udostępniony do komercyjnego użytku, co spowodowało burzliwy rozwój Livigno. Przed wybudowaniem tego tunelu, Livigno było odcięte od świata przez 9 miesięcy w roku.
Livigno to również stacja narciarska w rejonie Alta Valtellina. W pobliżu miasteczka znajduje się dobrze rozwinięta sieć bezpłatnych skibusów. Jest tu wiele sklepów i restauracji. Miejscowość słynna jest też ze swojej strefy bezcłowej.
Livigno stanowi obszar strefy wolnocłowej, w związku z czym sprzedawane tam towary nie są obciążone podatkiem VAT ani akcyzą. Niższe ceny obejmują alkohol, perfumy, elektronikę oraz paliwa. Przy wyjeździe z gminy w głąb Włoch znajduje się urząd celny. Przywilej ten sięga XVI w. i stanowił element zachęty dla ubogiej ludności do pozostania w trudno dostępnej miejscowości, by Lombardia (później – Włochy) miały podstawę do utrzymania roszczenia terytorialnego do gminy.

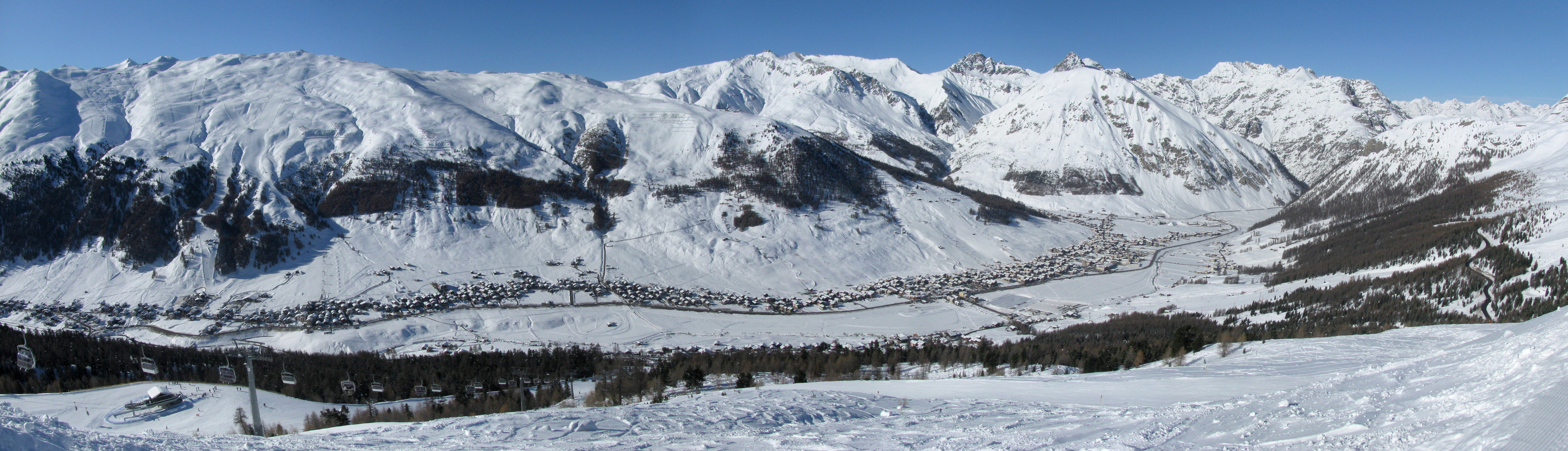
Panorama miejscowości
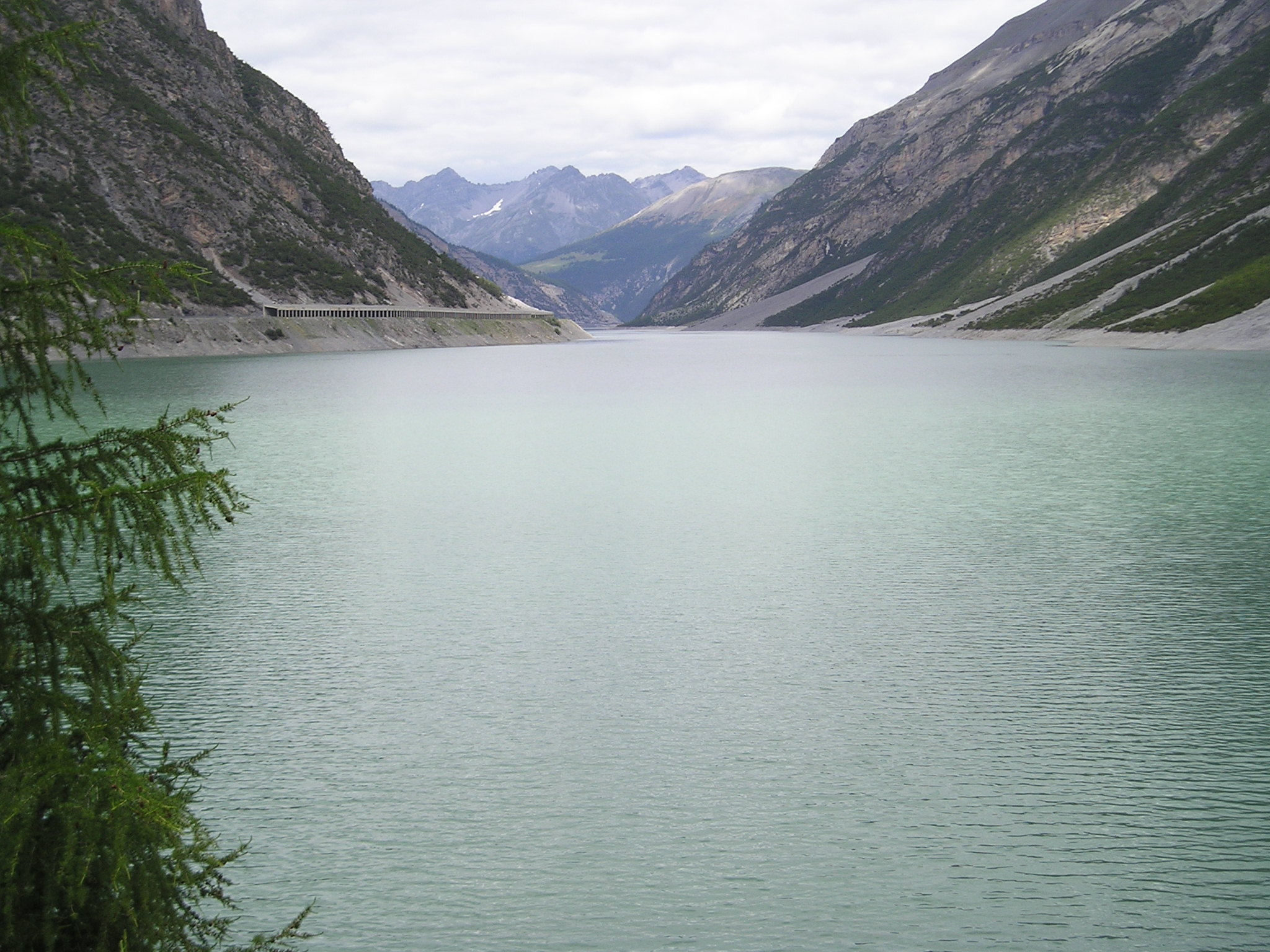
Lago del Gallo
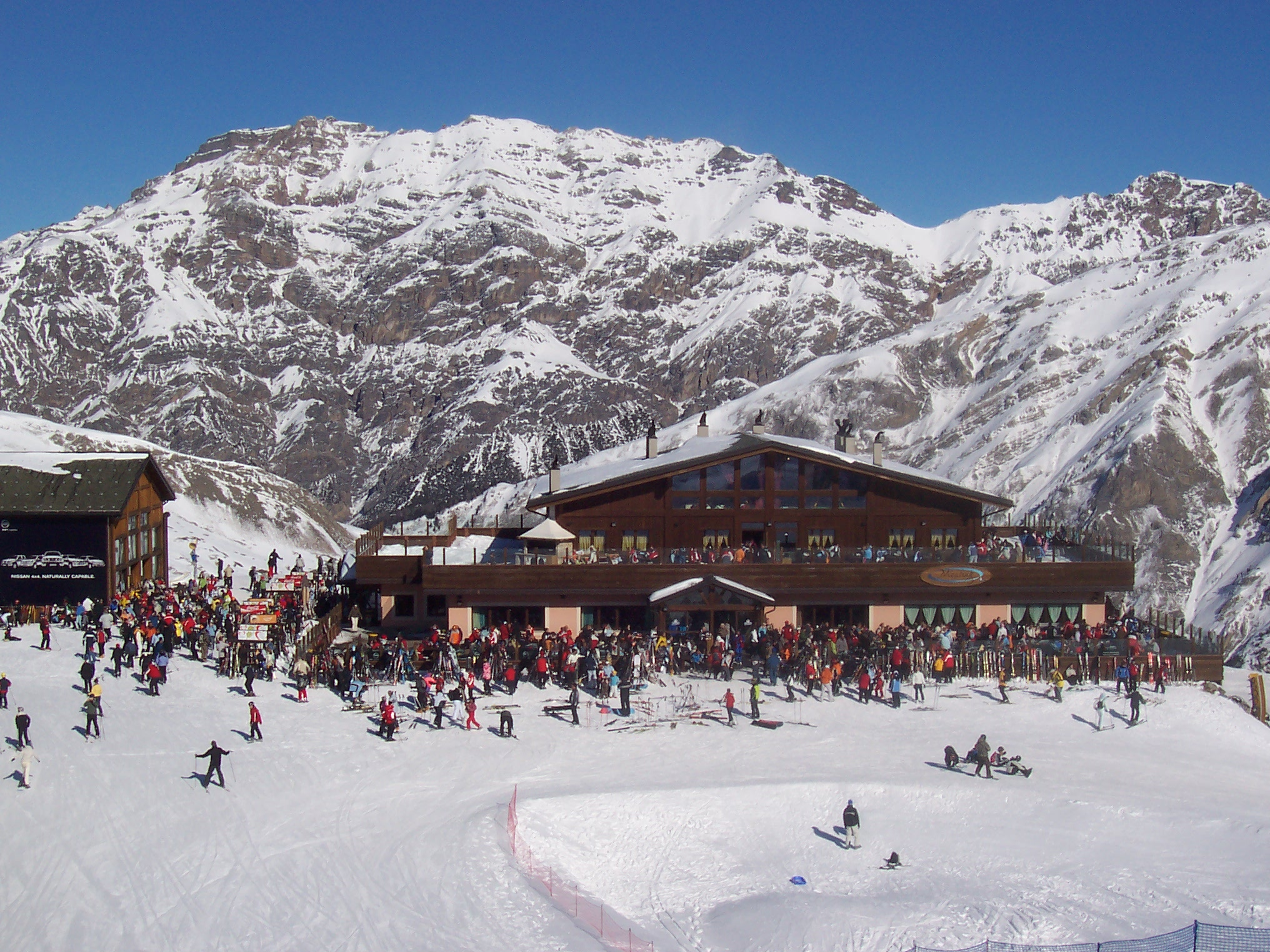
Mottolino
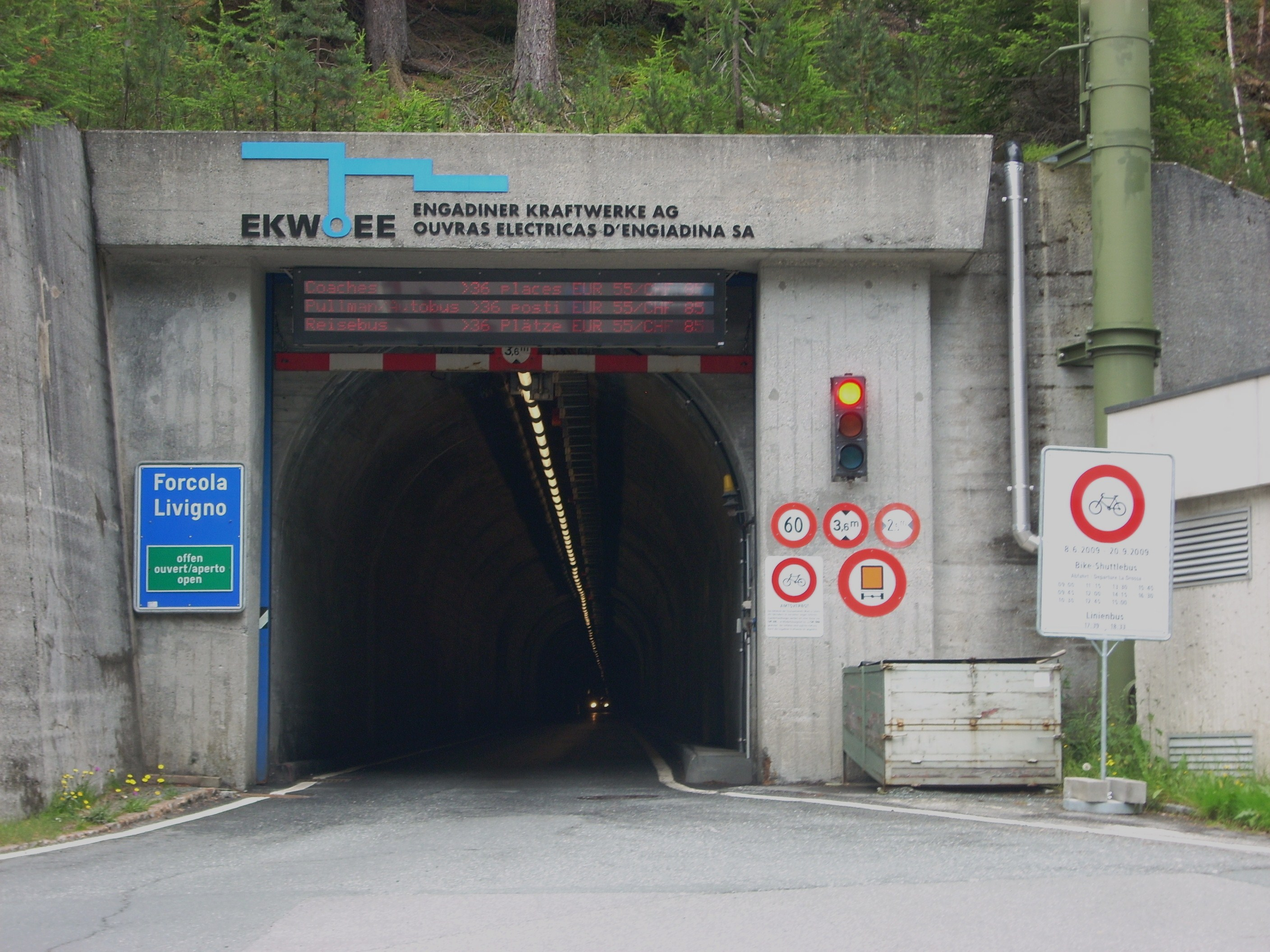
Wjazd do tunelu Munt la Schera
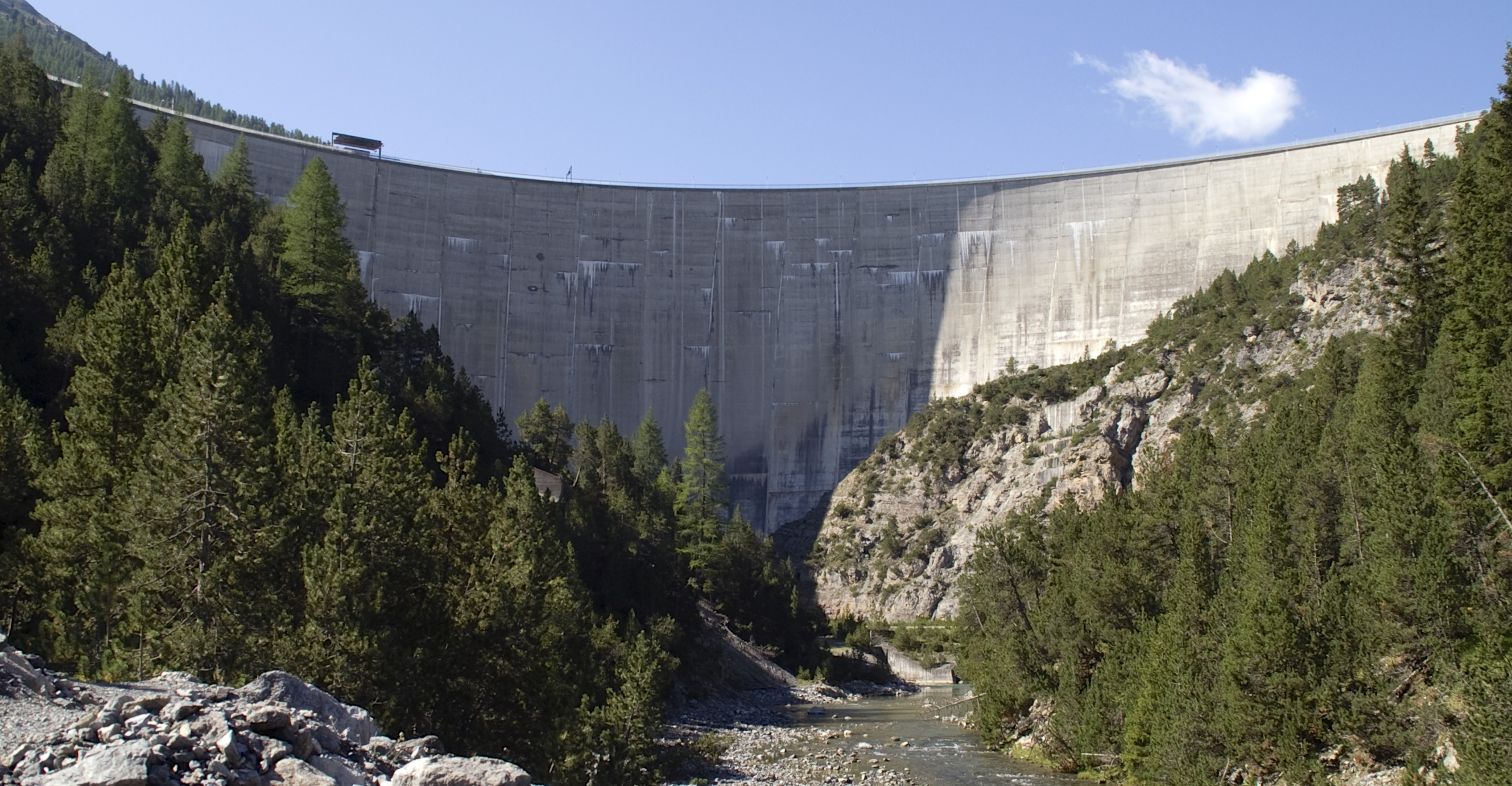
Zapora Punt dal Gall